# Filipe Albuquerque
Filipe Miguel Delgadinho Albuquerque (* 13. Juni 1985 in Coimbra) ist ein portugiesischer Automobilrennfahrer. Von 2011 bis 2013 ging Albuquerque in der DTM an den Start.

## Karriere
1993 begann Albuquerque seine Motorsportkarriere im Kartsport und war bis 2004 in dieser Sportart aktiv. 2005 wechselte Albuquerque in den Formelsport und ging in mehreren Formelserien an den Start. Im Formel Renault 2.0 Eurocup wurde er Fünfter in der Gesamtwertung, in der spanischen Formel Renault beendete er die Saison auf dem sechsten Gesamtrang und in der deutschen Formel Renault belegte er Platz drei im Gesamtklassement. 2006 startete Albuquerque erneut im Formel Renault 2.0 Eurocup und gewann mit vier Siegen den Meistertitel. Außerdem wurde er, ebenfalls mit vier Siegen, Meister der nordeuropäischen Formel Renault.

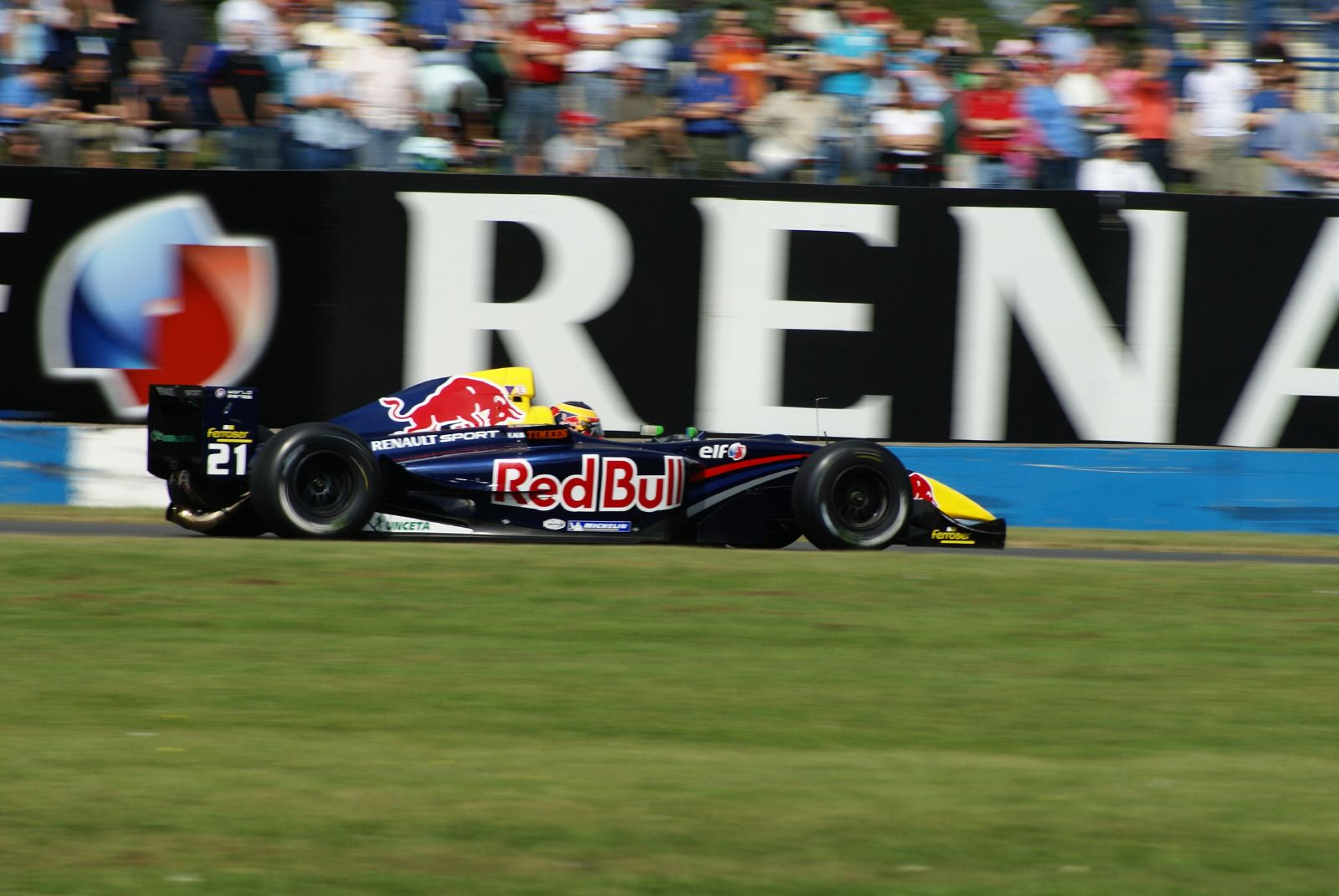
Albuquerque während der Formel Renault 3.5 im Sommer 2007

2007 wechselte Albuquerque in die Formel Renault 3.5 und wurde bei Epsilon Euskadi Teamkollege von Davide Valsecchi. Albuquerque gewann ein Rennen und setzte sich mit 81 zu 37 Punkten gegen Valsecchi durch. Die Saison beendete er auf dem vierten Platz in der Gesamtwertung. Außerdem nahm Albuquerque an zwei Rennwochenenden der GP2-Serie teil. In Silverstone startete er als Vertretung von Ernesto Viso für Racing Engineering und auf dem Circuit Ricardo Tormo als Ersatz für Adrian Zaugg für Arden International. Im Gesamtklassement wurde er 32.

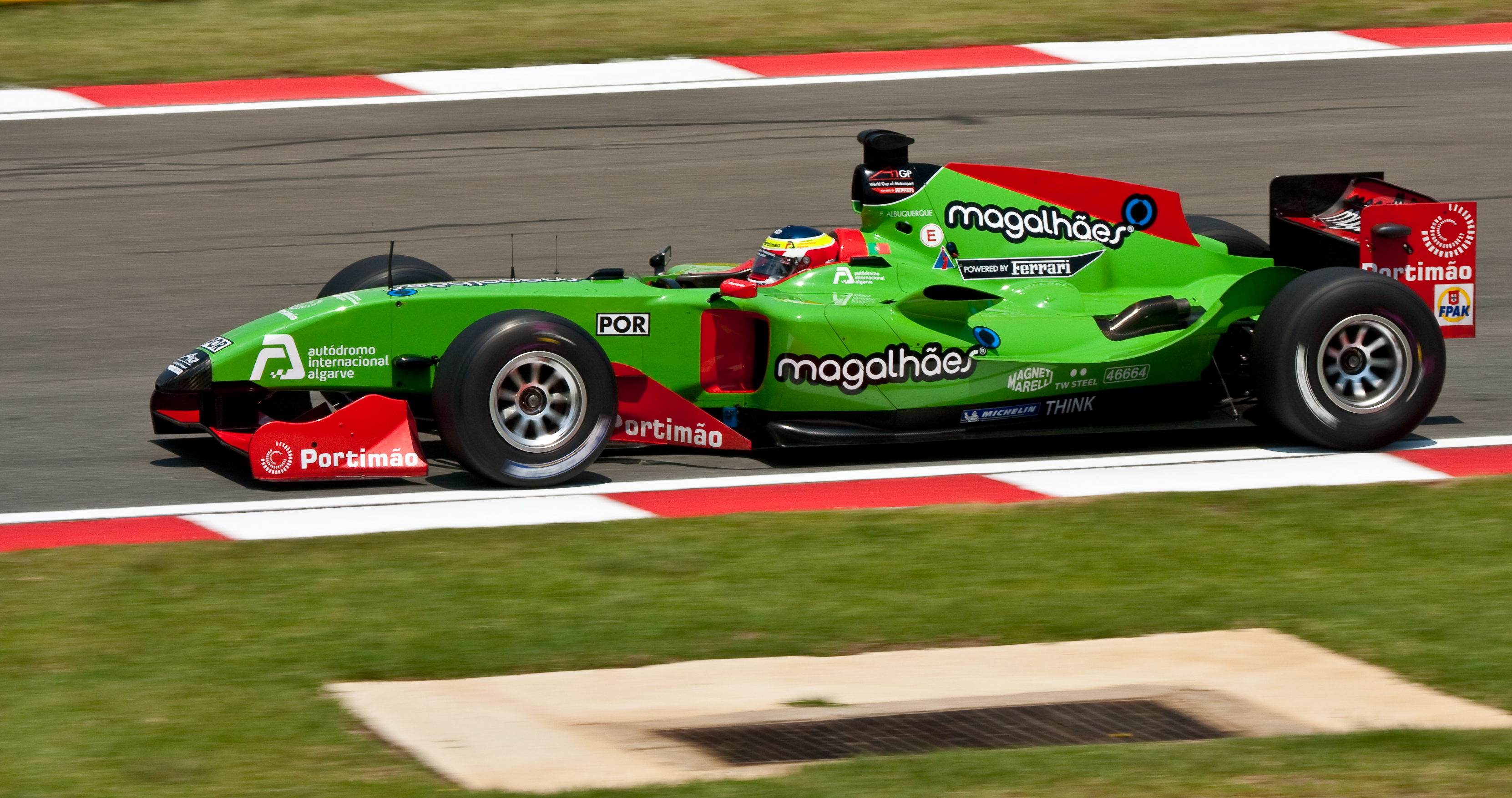
Albuquerque in der A1GP-Saison 2008/2009 für das Team Portugal

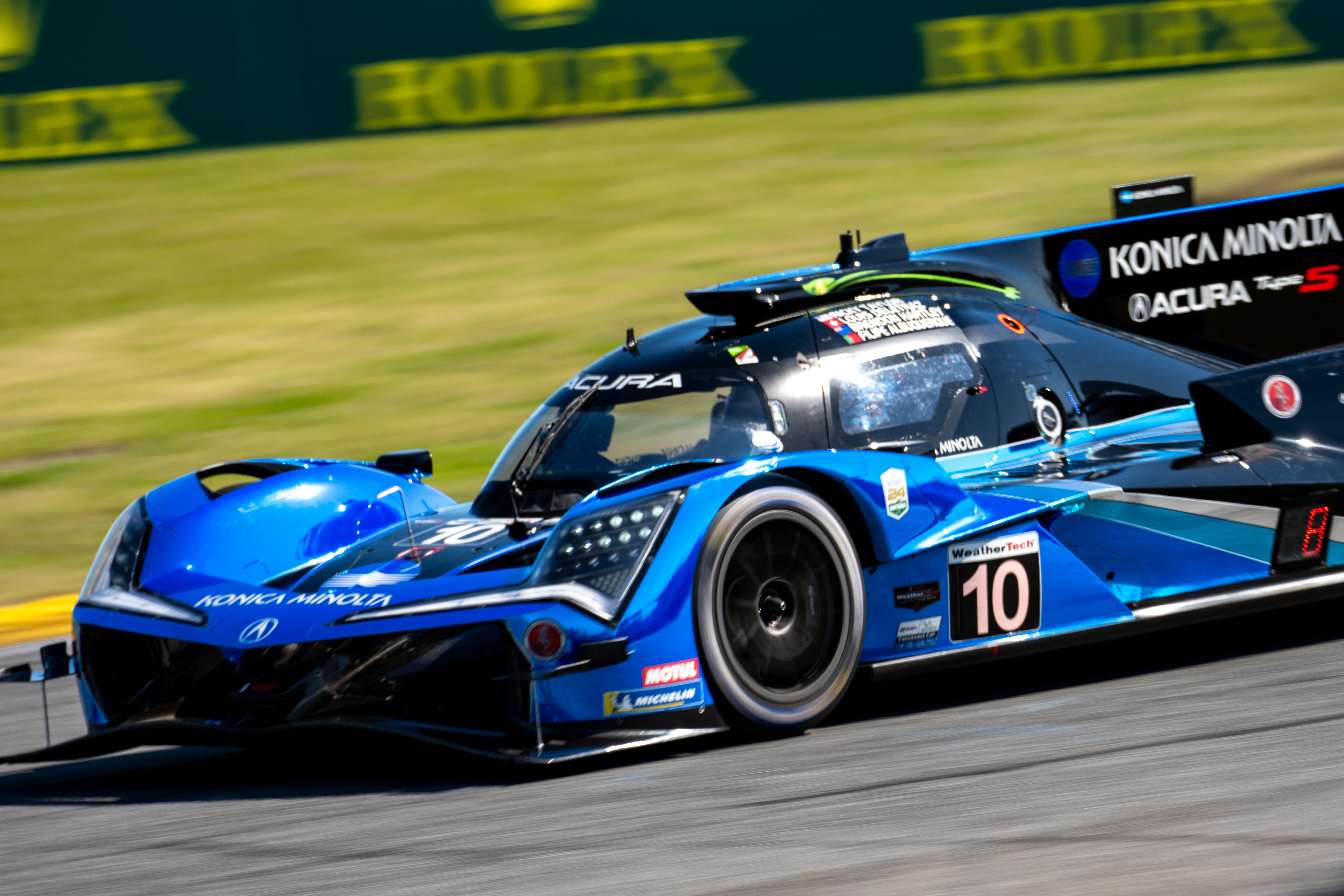
Der von Filipe Albuquerque beim 24-Stunden-Rennen von Daytona 2023 gefahrene Acura ARX-06

Im Winter 2007/2008 startete Albuquerque für das portugiesische A1GP-Team bei vier Rennwochenenden. Dabei erzielte er mit einem zweiten Platz und zwei dritten Plätzen die einzigen Podest-Platzierungen seines Teams. 2008 fuhr Albuquerque für Epsilon Euskadi an den letzten zwei Rennwochenenden der Formel Renault 3.5. Er ersetzte dabei Mario Romancini. In der Gesamtwertung belegte er mit einem vierten Platz als bestes Ergebnis den 21. Platz. In der Saison 2008/2009 der A1GP ging Albuquerque abermals für Portugal an den Start. Diesmal war er der einzige Einsatzpilot seines Teams. Am zweiten Rennwochenende erzielte er mit einem Sieg im Hauptrennen in Shanghai seinen ersten Sieg. Im weiteren Verlauf der Saison folgten fünf weitere Podest-Platzierungen und er beendete die Saison mit seinem Team auf dem dritten Platz in der Meisterschaft.
Im weiteren Verlauf des Jahres 2009 fand Albuquerque kein Cockpit für eine ganze Saison, startete jedoch bei je zwei Rennen in der Superstars Series, sowie deren italienischer Meisterschaft, und in der italienischen GT-Meisterschaft. Er gewann dabei einmal die GT3-Wertung in der italienischen GT-Meisterschaft und beendete die Saison auf Gesamtrang 18. 2010 blieb Albuquerque in der italienischen GT-Meisterschaft und wurde mit einem Sieg zusammen mit seinem Teamkollegen Marco Bonanomi Vizemeister in der GT3-Wertung. Außerdem nahm er erneut an zwei Rennen der Superstars Series teil und belegte wie im Vorjahr den elften Gesamtrang. Ende November gewann er das Race of Champions und schlug dabei im Halbfinale zunächst Sebastian Vettel, den amtierenden Formel-1-Weltmeister, und im anschließenden Finale Sébastien Loeb, den amtierenden Rallye-Weltmeister.
Für die Saison 2011 erhielt Albuquerque ein DTM-Cockpit beim Team Rosberg. Beim vierten Rennen auf dem EuroSpeedway Lausitz erzielte er als Achter seinen ersten Punkt. In Valencia beendete er als Zweiter erstmals ein Rennen auf dem Podium. Die Saison beendete er auf dem zwölften Gesamtrang. Außerdem nahm Albuquerque 2011 für Audi an der Blancpain Endurance Series teil. Zusammen mit seinen Teamkollegen Bert Longin und Stéphane Ortelli erzielte er drei Podest-Platzierungen und wurde Dritter in der Fahrerwertung. 2012 blieb Albuquerque in der DTM beim Team Rosberg, das in dieser Saison mit dem Audi A5 DTM ein aktuelles Fahrzeug einsetzte. Während sein Teamkollege Edoardo Mortara die einzigen Siege für Audi erzielte, blieb Albuquerque mit einem vierten Platz als bestes Ergebnis ohne Podest-Platzierung. Er verbesserte sich auf den elften Platz der Fahrerwertung. Darüber hinaus startete er 2012 bei zwei Rennen der Blancpain Endurance Series. 2013 bestritt Albuquerque seine dritte DTM-Saison für das Team Rosberg. Nachdem er die ersten sieben Rennen ohne Punkte geblieben war, wurde er beim achten Rennen Vierter. Am Saisonende belegte er den 18. Gesamtrang.

## Statistik

### Karrierestationen
- 1993–2004: Kartsport
- 2005: Deutsche Formel Renault (Platz 3)
- 2005: Formel Renault 2.0 Eurocup (Platz 5)
- 2005: Spanische Formel Renault (Platz 6)
- 2006: Formel Renault 2.0 Eurocup (Meister)
- 2006: Nordeuropäische Formel Renault (Meister)
- 2007: Formel Renault 3.5 (Platz 4)
- 2007: GP2-Serie (Platz 32)
- 2008: A1GP
- 2008: Formel Renault 3.5 (Platz 21)
- 2009: A1GP (Platz 3)
- 2009: Italienische GT-Meisterschaft, GT3-Klasse (Platz 18)
- 2009: Superstars Series (Platz 11)
- 2010: Italienische GT-Meisterschaft, GT3-Klasse (Platz 2)
- 2010: Superstars Series (Platz 11)
- 2011: DTM (Platz 12)
- 2011: Blancpain Endurance Series, GT3 Pro (Platz 3)
- 2012: DTM (Platz 11)
- 2012: Blancpain Endurance Series, GT3 Pro (Platz 20)
- 2013: DTM (Platz 18)

### Le-Mans-Ergebnisse
| Jahr | Team                  | Fahrzeug                | Teamkollege      | Teamkollege     | Platzierung            | Ausfallgrund |
| ---- | --------------------- | ----------------------- | ---------------- | --------------- | ---------------------- | ------------ |
| 2014 | Audi Sport Team Joest | Audi R18 e-tron quattro | Marco Bonanomi   | Oliver Jarvis   | Ausfall                | Unfall       |
| 2015 | Audi Sport Team Joest | Audi R18 e-tron quattro | Marco Bonanomi   | René Rast       | Rang 7                 |              |
| 2016 | RGR Sport by Morand   | Ligier JS P2            | Ricardo González | Bruno Senna     | Rang 15                |              |
| 2017 | United Autosports     | Ligier JS P217          | Hugo de Sadeleer | Will Owen       | Rang 5                 |              |
| 2018 | United Autosports     | Ligier JS P217          | Philip Hanson    | Paul di Resta   | Ausfall                | Unfall       |
| 2019 | United Autosports     | Ligier JS P217          | Philip Hanson    | Paul di Resta   | Rang 9                 |              |
| 2020 | United Autosports     | Oreca 07                | Philip Hanson    | Paul di Resta   | Rang 5 und Klassensieg |              |
| 2021 | United Autosports USA | Oreca 07                | Philip Hanson    | Fabio Scherer   | Rang 40                |              |
| 2022 | United Autosports USA | Oreca 07                | Philip Hanson    | Will Owen       | Rang 14                |              |
| 2023 | United Autosports     | Oreca 07                | Philip Hanson    | Frederick Lubin | Rang 21                |              |
| 2024 | United Autosports USA | Oreca 07                | Ben Hanley       | Ben Keating     | Rang 42                |              |
| 2025 | Cadillac WTR          | Cadillac V-Series.R     | Jordan Taylor    | Ricky Taylor    | Ausfall                | Motorschaden |

### Sebring-Ergebnisse
| Jahr | Team                                        | Fahrzeug              | Teamkollege  | Teamkollege          | Platzierung | Ausfallgrund |
| ---- | ------------------------------------------- | --------------------- | ------------ | -------------------- | ----------- | ------------ |
| 2014 | Flying Lizard Motorsports                   | Audi R8 LMS ultra     | Seth Neiman  | Dion von Moltke      | Rang 27     |              |
| 2016 | Action Express Racing                       | Chevrolet Corvette DP | João Barbosa | Christian Fittipaldi | Rang 3      |              |
| 2017 | Mustang Sampling Racing                     | Cadillac DPi-V.R      | João Barbosa | Christian Fittipaldi | Rang 2      |              |
| 2018 | Mustang Sampling Racing                     | Cadillac DPi-V.R      | João Barbosa | Christian Fittipaldi | Rang 16     |              |
| 2019 | Mustang Sampling Racing                     | Cadillac DPi-V.R      | João Barbosa | Brendon Hartley      | Rang 3      |              |
| 2021 | Konica Minolta Acura                        | Acura ARX-05          | Ricky Taylor | Alexander Rossi      | Rang 4      |              |
| 2022 | Konica Minolta Acura                        | Acura ARX-05          | Ricky Taylor | Will Stevens         | Rang 4      |              |
| 2023 | Wayne Taylor Racing with Andretti Autosport | Acura ARX-06          | Ricky Taylor | Louis Delétraz       | Ausfall     | Unfall       |
| 2024 | Wayne Taylor Racing with Andretti           | Acura ARX-06          | Ricky Taylor | Brendon Hartley      | Rang 5      |              |
| 2025 | Cadillac Wayne Taylor Racing                | Cadillac V-Series.R   | Ricky Taylor | Will Stevens         | Rang 7      |              |

### Einzelergebnisse in der FIA-Langstrecken-Weltmeisterschaft
| Saison  | Team                               | Rennwagen               | 1   | 2   | 3   | 4   | 5   | 6   | 7   | 8   | 9   |
| ------- | ---------------------------------- | ----------------------- | --- | --- | --- | --- | --- | --- | --- | --- | --- |
| 2014    | Audi Sport Joest                   | Audi R18                | SIL | SPA | LEM | AUS | FUJ | SHA | BAH | SAO |     |
| 2014    | Audi Sport Joest                   | Audi R18                |     | 6   | DNF |     |     |     |     |     |     |
| 2015    | Audi Sport Joest                   | Audi R18                | SIL | SPA | LEM | NÜR | AUS | FUJ | SHA | BAH |     |
| 2015    | Audi Sport Joest                   | Audi R18                |     | 4   | 7   |     |     |     |     |     |     |
| 2016    | Morand                             | Ligier JS P2            | SIL | SPA | LEM | NÜR | MEX | AUS | FUJ | SHA | BAH |
| 2016    | Morand                             | Ligier JS P2            | 5   | 10  | 15  | 9   | 6   | 9   | 8   | 10  | 10  |
| 2017    | United Autosports Rebellion Racing | Ligier JS P217 Oreca 07 | SIL | SPA | LEM | NÜR | MEX | AUS | FUJ | SHA | BAH |
| 2017    | United Autosports Rebellion Racing | Ligier JS P217 Oreca 07 |     |     | 5   | 6   |     |     |     |     |     |
| 2018/19 | United Autosports                  | Ligier JS P217          | SPA | LEM | SIL | FUJ | SHA | SEB | SPA | LEM |     |
| 2018/19 | United Autosports                  | Ligier JS P217          |     | DNF |     |     |     |     |     | 9   |     |
| 2019/20 | United Autosports                  | Oreca 07                | SIL | FUJ | SHA | BAH | AUS | SPA | LEM | BAH |     |
| 2019/20 | United Autosports                  | Oreca 07                | DNF | 6   | 8   | 4   | 4   | 4   | 5   | 6   |     |
| 2021    | United Autosports                  | Oreca 07                | SPA | POR | MON | LEM | BAH | BAH |     |     |     |
| 2021    | United Autosports                  | Oreca 07                | 4   | 6   | 3   | 40  | 7   | 7   |     |     |     |
| 2022    | United Autosports                  | Oreca 07                | SEB | SPA | LEM | MON | FUJ | BAH |     |     |     |
| 2022    | United Autosports                  | Oreca 07                | 10  | 7   | 14  | 23  | 11  | 10  |     |     |     |
| 2023    | United Autosports                  | Oreca 07                | SEB | POR | SPA | LEM | MON | FUJ | BAH |     |     |
| 2023    | United Autosports                  | Oreca 07                | 8   |     | 11  | 21  |     | 11  | 20  |     |     |
| 2024    | United Autosports                  | Oreca 07                | KAT | IMO | SPA | LEM | SAO | AUS | FUJ | BAH |     |
| 2024    | United Autosports                  | Oreca 07                | 42  |     |     |     |     |     |     |     |     |
| 2025    | Cadillac WTR                       | Cadillac V-Series.R     | KAT | IMO | SPA | LEM | SAO | AUS | FUJ | BAH |     |
| 2025    | Cadillac WTR                       | Cadillac V-Series.R     | DNF |     |     |     |     |     |     |     |     |

### Einzelergebnisse in der DTM
| Saison | Team         | Hersteller | 1   | 2   | 3   | 4   | 5   | 6   | 7   | 8   | 9   | 10  | Punkte | Rang |
| ------ | ------------ | ---------- | --- | --- | --- | --- | --- | --- | --- | --- | --- | --- | ------ | ---- |
| 2011   | Team Rosberg | Audi       | HO1 | ZAN | SPI | LAU | NOR | NÜR | BRH | OSC | VAL | HO2 | 9      | 12.  |
| 2011   | Team Rosberg | Audi       | 17  | DNF | 12  | 8   | 16  | 9   | 11  | DNF | 2   | 10  | 9      | 12.  |
| 2012   | Team Rosberg | Audi       | HO1 | LAU | BRH | SPI | NOR | NÜR | ZAN | OSC | VAL | HO2 | 26     | 11.  |
| 2012   | Team Rosberg | Audi       | 10  | 9   | 10  | 8   | 11  | 8   | 15* | 9   | 4   | 11  | 26     | 11.  |
| 2013   | Team Rosberg | Audi       | HO1 | BRH | SPI | LAU | NOR | MOS | NÜR | OSC | ZAN | HO2 | 16     | 18.  |
| 2013   | Team Rosberg | Audi       | 16  | 17  | 17  | 18  | 12  | 13  | 11  | 4   | 8   | DNF | 16     | 18.  |

| Legende  | Legende            | Legende                                                          |
| Farbe    | Abkürzung          | Bedeutung                                                        |
| -------- | ------------------ | ---------------------------------------------------------------- |
| Gold     | –                  | Sieg                                                             |
| Silber   | –                  | 2. Platz                                                         |
| Bronze   | –                  | 3. Platz                                                         |
| Grün     | –                  | Platzierung in den Punkten                                       |
| Blau     | –                  | Klassifiziert außerhalb der Punkteränge                          |
| Violett  | DNF                | Rennen nicht beendet (did not finish)                            |
| Violett  | NC                 | nicht klassifiziert (not classified)                             |
| Rot      | DNQ                | nicht qualifiziert (did not qualify)                             |
| Rot      | DNPQ               | in Vorqualifikation gescheitert (did not pre-qualify)            |
| Schwarz  | DSQ                | disqualifiziert (disqualified)                                   |
| Weiß     | DNS                | nicht am Start (did not start)                                   |
| Weiß     | WD                 | zurückgezogen (withdrawn)                                        |
| Hellblau | PO                 | nur am Training teilgenommen (practiced only)                    |
| Hellblau | TD                 | Freitags-Testfahrer (test driver)                                |
| ohne     | DNP                | nicht am Training teilgenommen (did not practice)                |
| ohne     | INJ                | verletzt oder krank (injured)                                    |
| ohne     | EX                 | ausgeschlossen (excluded)                                        |
| ohne     | DNA                | nicht erschienen (did not arrive)                                |
| ohne     | C                  | Rennen abgesagt (cancelled)                                      |
| ohne     | keine WM-Teilnahme |                                                                  |
| sonstige | P/fett             | Pole-Position                                                    |
| sonstige | 1/2/3/4/5/6/7/8    | Punktplatzierung im Sprint-/Qualifikationsrennen                 |
| sonstige | SR/kursiv          | Schnellste Rennrunde                                             |
| sonstige | *                  | nicht im Ziel, aufgrund der zurückgelegten Distanz aber gewertet |
| sonstige | ()                 | Streichresultate                                                 |
| sonstige | unterstrichen      | Führender in der Gesamtwertung                                   |